# Juwel (Zigarettenmarke)

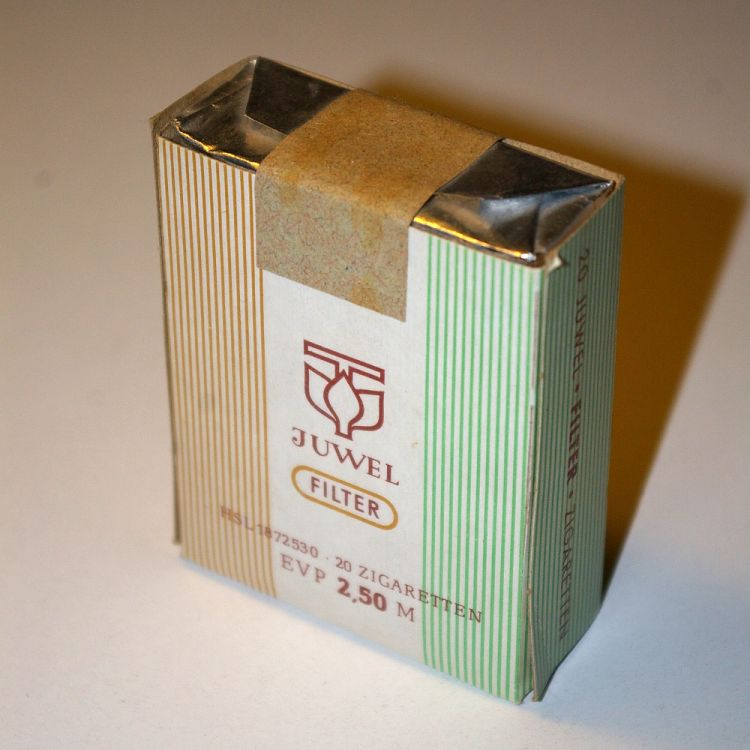
Juwel-Zigarettenpackung („Alte Juwel“), 1988

Die Zigarettenmarke Juwel war eine von mehreren in der Deutschen Demokratischen Republik (DDR) erhältlichen Filterzigarettenmarken. Sie wurde vom VEB Dresdner Zigarettenfabriken produziert (bis 1990 Teil des Kombinats Tabak). Mit einem DDR-weit einheitlichen Einzelhandelsverkaufspreis (EVP) von 2,50 Mark der DDR für eine Schachtel mit 20 Zigaretten handelte es sich bei der Marke Juwel um eine der preiswertesten in der DDR erhältlichen Filterzigaretten. Eine Besonderheit dieser in einer Pappverpackung vertriebenen Zigarette war, dass sie des kürzeren Filters wegen nicht so lang war wie die meisten anderen in der DDR angebotenen Filterzigaretten.
Ab 1972 war zum gleichen Preis unter dem Namen Juwel 72 parallel zur Marke „Juwel“ eine weitere Zigarettensorte erhältlich. Diese wurde aber nicht in der DDR, sondern in Bulgarien hergestellt, hatte die Länge einer Standardzigarette und wurde in einer Zellophanverpackung vertrieben. Die von Bulgartabac importierte Zigarette entsprach aber nicht dem Geschmack vieler Raucher in der DDR. Die DDR-Juwel, im Volksmund nun „Alte Juwel“, „Kurze Juwel“ oder einfach nur „Alte“ genannt, war fortan teilweise schwerer erhältlich.
Nach 1990 wurde die Marke zunächst von den „Vereinigten Zigarettenfabriken Dresden GmbH“ weiter produziert, einer Tochterfirma der Philip Morris GmbH. 1998 wurde die Firma umbenannt in „f6 Cigarettenfabrik Dresden GmbH“. Zum Produktsortiment gehörten neben den Juwel- und Juwel-72-Zigaretten noch die früheren DDR-Marken f6 und KARO. Auch nach 1990 wurden diese Marken nahezu ausschließlich in Ostdeutschland angeboten. Im Zeitraum 2015/2016 wurden die Juwel-Zigaretten vom Markt genommen. Sie wurden bis zuletzt in Dresden hergestellt.